# Kihinani
Kihinani è una circoscrizione mista (mixed ward) della Tanzania situata nel distretto di Magharibi, regione di Zanzibar Urbana-Ovest. Conta una popolazione di 14 139 abitanti (censimento 2012).